# Echidnopsis oviflora
Echidnopsis oviflora är en oleanderväxtart som beskrevs av T.A.Mccoy. Echidnopsis oviflora ingår i släktet Echidnopsis och familjen oleanderväxter. Inga underarter finns listade i Catalogue of Life.